# Museu de Vaixells Vikings d'Oslo

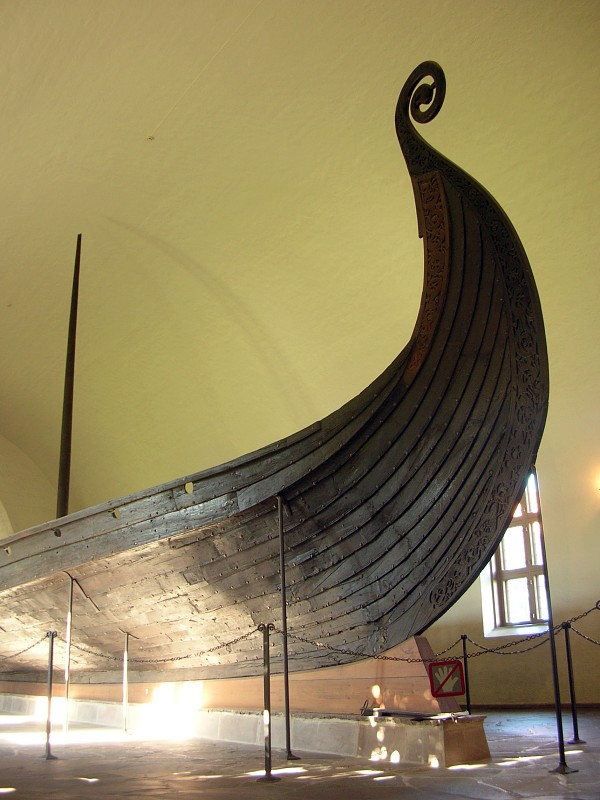
Proa del Vaixell Oseberg

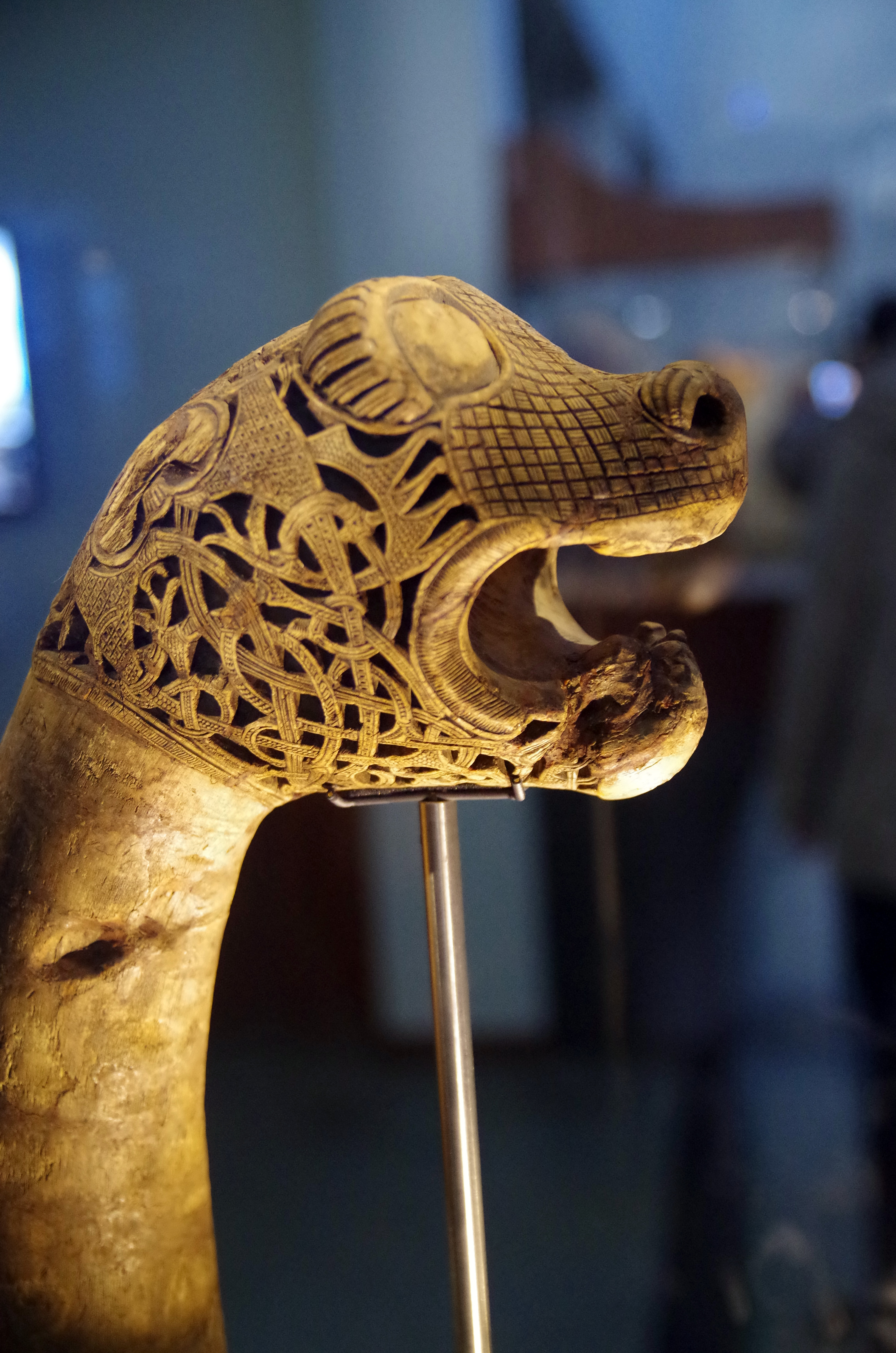
Cap d'animal - Museu de Vaixells Vikings

El Museu de Vaixells Vikings (Noruec: Vikingskipshuset på Bygdøy) es troba a la península de Bygdøy a Oslo, Noruega. Forma part del Museu d'Història Cultural de la Universitat d'Oslo, i aixopluga les troballes arqueològiques de Tune, Gokstad (Sandefjord), Oseberg (Tønsberg) i del monticle del cementiri de Borre.

## Atraccions
Les principals atraccions del Museu de Vaixells Vikings són els vaixells d'Oseberg, de Gokstad i de Tune. A més, l'exposició sobre l'Era dels vikings inclou trineus, llits, un carro de cavalls, talles de fusta, components de tendes de campanya, cubs i altres objectes funeraris. El museu és més famós per la integritat de la nau d'Oseberg, excavada de la major nau funerària coneguda al món.

## Història
El 1913, el professor suec Gabriel Gustafson va proposar un edifici específic per a albergar les troballes de l'Era dels vikings, que van ser descobertes a finals del segle xix i principis del segle xx. Les naus Gokstad i Oseberg havien estat emmagatzemades en refugis temporals en la Universitat d'Oslo. Es va dur a terme un concurs d'arquitectura, i Arnstein Arneberg el va guanyar.
El passadís de la nau d'Oseberg va ser construït amb fons del Parlament de Noruega, i el vaixell es va traslladat dels refugis de la universitat l'any 1926. Els salons per a les naus de Gokstad i Tune es van completar l'any 1932. La construcció de l'última sala es va retardar, degut en part a la Segona Guerra Mundial, i es va completar l'any 1957. Alberga la major part de les altres troballes, majoritàriament d'Oseberg.

## Trasllat dels vaixells
El 20 de desembre de 2000, la Universitat d'Oslo va recolzar una proposta del Museu d'Història Cultural per tal de traslladar els vaixells i tot l'aixovar funerari a un nou museu a Bjørvika, Oslo. Hi va haver molt debat sobre aquesta proposta, tant a la comunitat de museus i arqueològica, així com en els mitjans de comunicació. Els contraris a la mesura van expressar la seva preocupació per la fragilitat dels vaixells i que no sobreviurien al trasllat, mentre que els partidaris de la proposta afirmaven que era molt més arriscat deixar els vaixells en la seva ubicació actual a causa dels perills d'incendi i l'amuntegament. Es va dur a terme una avaluació del risc per un costat, de la nau d'Oseberg, que va suggerir que es podia fer un trasllat sense causar danys greus a les troballes.

## Nou edifici a Bygdøy
El 2015 el Ministeri va deixar l'Statsbygg (la Direcció Noruega d'Obres Públiques i Propietat)tirar endavant i anunciar un concurs per a l'ampliació de les instal·lacions existents a Bygdoy. El guanyador del concurs d'arquitectura va ser publicat el 12 d'abril de 2016, que va recaure a la signatura danesa Aart Arquitectes amb la seva proposta "Naust".

## Altres fonts
- Brøgger, A. W. and Schetelig, H. Osebergfundet (Oslo. 1917)
- Brøgger A.W. and Shetelig, H. Vikingskipene deres forgjenger og etterfølgere (Oslo. 1950)
- Christensen, Arne Emil Kongsgårdens håndtverkere, Osebergdronningens grav, vår arkeologiske nasjonalskatt i nytt lys (Oslo. 1992)
- Ingstad, Anne Stine Hva har tekstilene vært brukt til? Osebergdronningens grav (Oslo. 1992)